# Regmannsdorf
Regmannsdorf ist ein Gemeindeteil der Stadt Herrieden im Landkreis Ansbach (Mittelfranken, Bayern). Regmannsdorf liegt in der Gemarkung Hohenberg.

## Geografie
Westlich des Weilers grenzt der Burgerwald an, östlich entspringt der Ameisengraben, ein linker Zufluss der Altmühl. 0,5 km östlich liegt der Eichelberg (480 m ü. NHN) inmitten des Pfaffenholzes und Kapitelwaldes. Die Staatsstraße 2248 führt zur Anschlussstelle 51 der Bundesautobahn 6 (1 km nördlich) bzw. an Schernberg vorbei nach Herrieden (2 km südlich). Gemeindeverbindungsstraßen führen nach Hohenberg (1,4 km südöstlich) und nach Esbach (0,8 km nördlich).

## Geschichte
Der Ort wurde vermutlich im 10. Jahrhundert gegründet, worauf das Bestimmungswort des Ortsnamens – der Personenname Regemanus – verweist. Im Volksmund wird der Ort auch als „Hinterbergerweiler“ bezeichnet.
Im Geographischen statistisch-topographischen Lexikon von Franken (1801) wird der Ort folgendermaßen beschrieben:

„Regmannsdorf, Eichstättischer, in der versteinten Eichstättischen Fraisch noch, doch aber schon in markgräflich Ansbachischer hoher Obrigkeit gelegener Weiler. Darinn hat Eichstätt die Gemeindsherrlichkeit und den Hirtenstab, das fürstliche Steueramt des Kollegiatstifts Herrieden aber 4 Unterthanen. Er macht mit dem Weiler Schernbach eine Gemeinde aus; beyde haben nur einen Hirten zusammen und liegen eine halbe Stunde nordöstlich von Herrieden, auf dem Martinsberge, über die St. Martinskirche gleich hinaus, gegen die Bergenweiler zu.“

Im Rahmen des Gemeindeedikts wurde Regmannsdorf dem 1808 gebildeten Steuerdistrikt Herrieden zugeordnet. Es gehörte auch der wenig später gegründeten Munizipalgemeinde Herrieden an. Mit dem Zweiten Gemeindeedikt (1818) wurde Regmannsdorf nach Hohenberg umgemeindet.
Am 1. Juli 1971 wurde Regmannsdorf im Zuge der Gebietsreform in Bayern nach Herrieden eingemeindet.

### Baudenkmäler
- Mittelalterliches Steinkreuz aus Sandstein im verwitterten Zustand. Am Feldrain am südlichen Ortsrand[9]
- Haus Nr. 2: Holzpumpbrunnen auf gemauertem Rundschacht, 18./19. Jahrhundert[10]

### Einwohnerentwicklung
| Jahr      | 001818 | 001840 | 001861 | 001871 | 001885 | 001900 | 001925 | 001950 | 001961 | 001970 | 001987 |
| Einwohner | 18     | 29     | 21     | 26     | 21     | 23     | 24     | 33     | 21     | 27     | 34     |
| Häuser    | 4      | 4      |        |        | 4      | 4      | 5      | 5      | 4      |        | 6      |
| Quelle    | [ 12 ] | [ 13 ] | [ 14 ] | [ 15 ] | [ 16 ] | [ 17 ] | [ 18 ] | [ 19 ] | [ 20 ] | [ 21 ] | [ 1 ]  |

## Religion
Der Ort ist römisch-katholisch geprägt und bis heute nach St. Vitus und Deocar (Herrieden) gepfarrt. Die Einwohner evangelisch-lutherischer Konfession waren ursprünglich nach St. Laurentius (Elpersdorf bei Ansbach) gepfarrt, seit Mitte des 20. Jahrhunderts ist die Pfarrei Christuskirche (Herrieden) zuständig.